# Konstal 805N Elin
Konstal 805N Elin – modernizacja wagonów generacji 805N wykonana w latach 1998–2001 przez MPK Łódź w liczbie 22 sztuk.

## Opis modernizacji
Wagon posiada 4 silniki prądu przemiennego sterowane falownikami umieszczonymi na dachu. Poza nową aparaturą elektryczną i pantografem zmodernizowano wnętrze i pulpit motorniczego. Zmiany wprowadzono również w wózkach jezdnych, wyposażając je w nowoczesne jak na tamte czasy hamulce tarczowe sterowane hydraulicznie, w zamian usuwając stare hamulce szczękowe. Niestety jak się później okazało, jest to najbardziej wadliwa część w tych wagonach. Aparaturę elektryczną dostarczyła firma Elin EBG.

### Wyposażenie dodatkowe
W modernizacjach tego typu zamontowano tablice informacyjne, nowe kasowniki i głośniki do czytania zapowiedzi przystankowych. Wyjątek stanowił skład wagonów 1368+1369, gdyż tablic informacyjnych w ogóle nie zamontowano, zachowując stare miejsca na tabliczki. Zestaw posiada sterownik SRG-3000P wyprodukowany przez R&G. Od momentu utworzenia ciągu komunikacyjnego "ŁTR" niektóre wozy otrzymały sterownik nowszego typu SRG-3100P z nawigacją GPS. 

## Eksploatacja
Modernizacja tego typu eksploatowana jest od 1998. Powstała ona na bazie pudeł wagonów typu 805Na (14 sztuk) oraz 805NS (8 sztuk). Pierwszym zmodernizowanym składem tego typu był skład wagonów 1368+1369. W 2004 wszystkie wagony tego typu przeniesiono z zajezdni Chocianowice i z zajezdni Dąbrowskiego do zajezdni Telefoniczna i tam są eksploatowane do dziś. Czas pokazał jednak, że są to wozy dość awaryjne. Po modernizacji 22 sztuk z dalszych modernizacji zrezygnowano. Najwięcej usterek powodują układy elektrohydraulicznych hamulców tarczowych. Trzy składy zostały już zezłomowane, a ich aparaturę wykorzystano do naprawy pozostałych składów.